# Peter Holl

Peter Holl

Peter Holl (* 18. September 1860 in Augsburg; † 22. Februar 1925 in Passau) war ein deutscher Politiker der SPD.

## Leben und Beruf
Nach dem Besuch der Volksschule in Augsburg absolvierte Holl, der römisch-katholischen Glaubens war, von 1873 bis 1876 eine Lehre zum Eisendreher. Nach Tätigkeit im erlernten Beruf und Wehrdienst beim 3. bayerischen Infanterie-Regiment (1881 bis 1883) gründete Holl 1888 ein Schnittwarengeschäft in Passau, das er bis zu seinem Tode führte. 1907 wurde er zudem Vorsitzender des Passauer Ortskartells der Freien Gewerkschaften.

## Partei
Holl gründete 1889 den Ortsverein Passau der SPD und wurde deren erster Vorsitzender.

## Abgeordneter
1919/20 gehörte Holl der Weimarer Nationalversammlung an. Von 1919 bis zu seinem Tode gehörte er dem Stadtrat von Passau an.